# نهان‌دال‌ها
نهان‌دال‌ها (نام علمی: Cryptogyps) یک سرده منقرض‌شده از کرکس‌های جهان قدیم از دوران پلیستوسن استرالیا است. یک کرکس نسبتاً کوچک بود اما هنوز بزرگ‌تر از عقاب دم‌گوه‌ای موجود بود. در ابتدا به عنوان یک عقاب در سال ۱۹۰۵ (با نام دوجمله‌ای Taphaetus lacertosus) توصیف شد، در سال ۲۰۲۲ به عنوان یک کرکس، اولین نمونه شناخته شده از این قاره شناسایی شد. تجزیه و تحلیل تبارزایی نشان می‌دهد که یا یک گونه خواهر با سردهٔ کرکس‌های موجود و گسترده اوراسیا Gyps است یا به عنوان یک عضو پایه‌ای‌تر از زیرتیره است. شناسایی Cryptogyps به عنوان یک کرکس یک معمای دیرینه دربارهٔ عدم وجود دودمان تخصصی پرندگان لاشخور بزرگ در استرالیا با وجود حضور در هر قاره‌ای به‌جز از قطب جنوب را حل می‌کند. احتمالاً Cryptogyps در پایان پلیستوسن به دلیل ناپدید شدن جانوران بزرگی که برای مردار به آن وابسته بود منقرض شد. این سرده دارای یک گونه منفرد به نام C. lacertosus است.